# Elskop
Elskop est une commune allemande du Schleswig-Holstein, située dans l'arrondissement de Steinburg (Kreis Steinburg), à cinq kilomètres au nord-est de la ville de Glückstadt. Elskop est l'une des dix communes de l'Amt Krempermarsch dont le siège est à Krempe.